# Assela
Assela là một đô thị thuộc tỉnh Naama, Algérie. Dân số thời điểm năm 2002 là 4.784 người.